# Манон Ролан
Марі-Жанна «Манон» Ролан де ла Платьєр (фр. Jeanne Marie Roland de la Platière; Париж, 17 березня 1754 — Париж, 8 листопада 1793), народжена як Марі-Жанна Фліпон і найбільш відома під іменем Мадам Ролан, була французькою революціонеркою, салонньєркою та письменницею.
Спочатку вона жила тихим і нічим не примітним життям провінційної інтелігентки зі своїм чоловіком, економістом Жаном-Марі Роланом де ла Платьєром. Зацікавилася політикою лише після початку Французької революції в 1789 році. Перші роки революції провела в Ліоні, де її чоловік був обраний до міської ради. У цей період вона розвинула мережу контактів з політиками та журналістами; її звіти про події в Ліоні публікувалися в національно-революційних газетах.
У 1791 році подружжя оселилося в Парижі, де мадам Ролан незабаром утвердилася як провідна фігура політичної групи жирондистів, однієї з поміркованих революційних фракцій. Вона була відома своїм інтелектом, проникливим політичним аналізом і наполегливістю, а також була хорошим лобістом і учасником переговорів. Салон, який вона влаштовувала у себе вдома кілька разів на тиждень, був важливим місцем зустрічі політиків. Однак вона також була переконана у власній інтелектуальній і моральній вищості та відштовхувала таких важливих політичних лідерів, як Робесп'єр і Дантон.
На відміну від революціонерок-феміністок Олімпії де Гуж та Етти Пальм, мадам Ролан не була захисницею політичних прав жінок. Вона вважала, що жінки повинні відігравати дуже скромну роль у громадському та політичному житті. Навіть за її життя багатьом було важко поєднати цю позицію з її власною активною участю в політиці та її важливою роллю серед жирондистів.
Коли в 1792 році її чоловік несподівано став міністром внутрішніх справ, її політичний вплив зріс. Вона контролювала зміст міністерських листів, меморандумів і промов, брала участь у прийнятті рішень щодо політичних призначень і відповідала за бюро, створене для впливу на громадську думку у Франції. Нею і захоплювалися, і лаяли, а особливо ненавиділи паризькі санкюлоти. Публіцисти Марат і Ебер провели наклепницьку кампанію проти мадам Роланд у рамках боротьби за владу між жирондистами та більш радикальними якобінцями та монтаньярами. У червні 1793 року вона була першим жирондистом, якого заарештували під час терору, а через кілька місяців її гільйотинули.
Мадам Роланд написала свої мемуари, перебуваючи у в'язниці за кілька місяців до страти. Вони, як і її листи, є цінним джерелом інформації про перші роки Французької революції.

## Ранні роки

### Дитинство

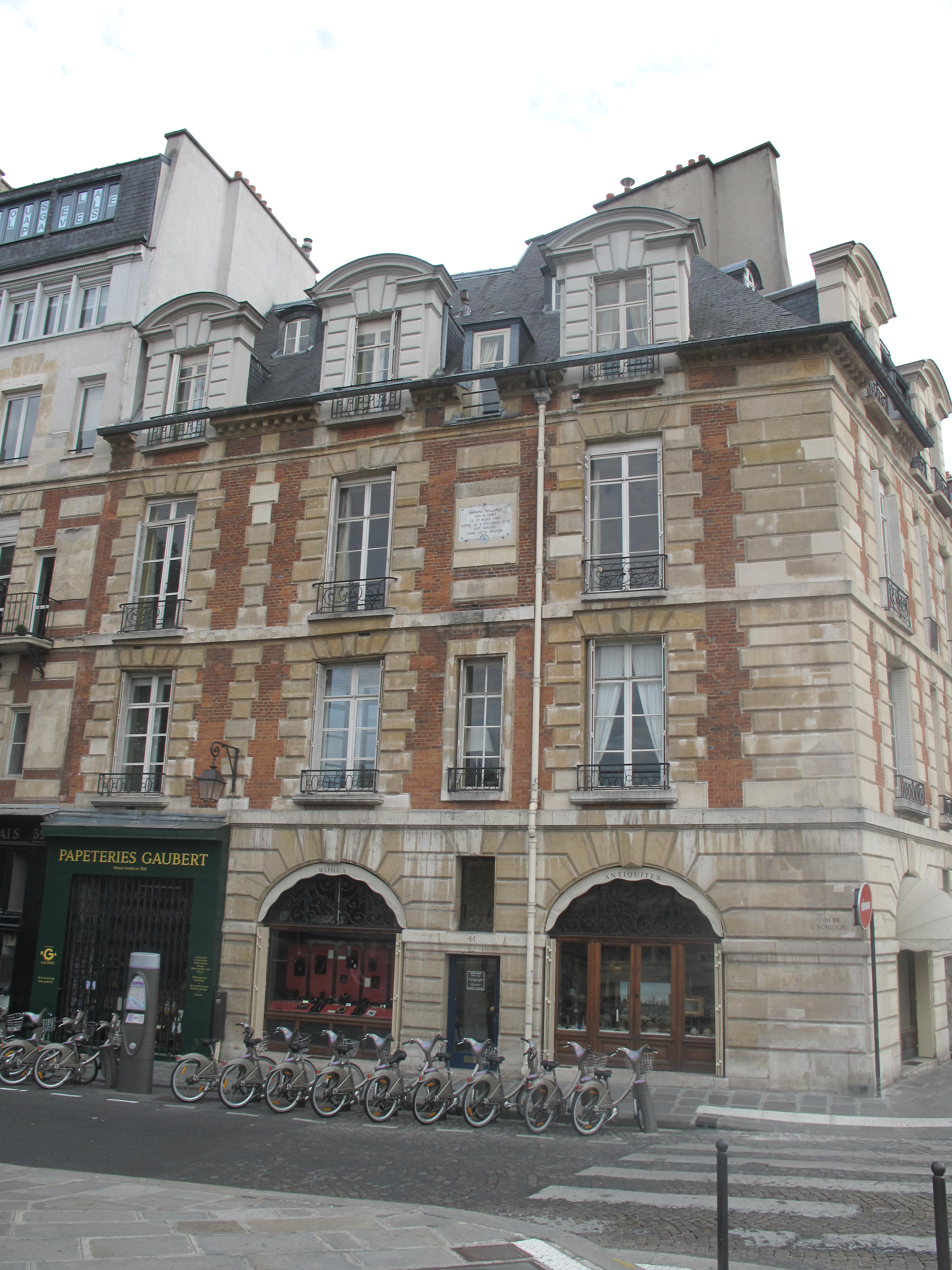
Будинок на Quai de l'Horloge в Парижі, де в дитинстві жила Манон Ролан

Марі-Жанна Фліпон, відома як Манон, була донькою П'єра Гатьєна Фліпона, гравера, та його дружини Маргеріт Бімон, доньки галантерейника. Її батько керував успішним бізнесом, і сім'я жила в помірному достатку на Quai de l'Horloge в Парижі. Вона була єдиною дитиною пари, що вижила; шестеро братів і сестер померли в дитинстві. Перші два роки свого життя вона жила з годувальницею в Арпажоні, маленькому містечку на південний схід від Парижа.
Манон сама навчилася читати в п'ятирічному віці, і під час уроків катехізису місцеві священники також помітили, що вона дуже розумна. Тому, а також оскільки вона була єдиною дитиною, вона здобула більше освіти, ніж це було прийнято для дівчини з її соціального походження на той час; однак воно все одно не відповідало рівню шкільної освіти, який мав би хлопчик. Учителі приходили до родини для вивчення таких предметів, як каліграфія, історія, географія та музика. Її батько навчав малювання та історії мистецтва, дядько, який був священником, давав їй кілька уроків латинської мови, а її бабуся, яка була гувернанткою, займалася орфографією та граматикою. Крім того, вона навчилася від матері вести господарство.
У дитинстві вона була дуже релігійною. За власним бажанням вона рік жила в монастирі, щоб підготуватися до першого причастя, коли їй було одинадцять. Лише через кілька років вона почала піддавати сумніву доктрини Римо-католицької церкви. Хоча зрештою вона відвернулася від церкви, вона все життя вірила в існування Бога, безсмертя душі та моральний обов'язок творити добро. Її ідеї дуже близькі до деїзму.

### Вивчення і письмо
Після повернення додому з монастиря вона не здобула додаткової формальної освіти, але продовжувала читати та вчитися; вона була значною мірою самоучкою. Вона читала книги з усіх предметів: історія, математика, сільське господарство та право. Вона розвинула пристрасть до класики; як і багато її сучасників, її надихнули біографії відомих греків і римлян у «Vitae Parallelae» Плутарха. (Parallel Lives)
Уявлення Манон Фліпон про соціальні відносини у Франції були сформовані, серед іншого, під час візиту до знайомих її бабусі при дворі Версалю. Її не вразила корислива поведінка аристократів, яких вона зустрічала. Вона вважала дивовижним те, що людям надавали привілеї через їхнє походження, а не через заслуги. Вона занурилася у філософію, зокрема в твори Жана-Жака Руссо; його демократичні ідеї сильно вплинули на її погляди на політику та соціальну справедливість. Руссо також був для неї дуже важливим в інших сферах. Пізніше вона сказала, що його книги показали їй, як жити щасливим і насиченим життям. Упродовж свого життя вона регулярно перечитувала «Юлія, або Нова Елоїза» Руссо і використовувала її як джерело натхнення.
Вона була незадоволена можливостями, доступними їй як жінці, і написала друзям, що воліла б жити в римські часи. Якийсь час вона всерйоз думала про те, щоб взяти в руки бізнес свого батька. Вона листувалася з кількома освіченими чоловіками похилого віку — переважно клієнтами її батька — які виступали інтелектуальними наставниками. Вона сама почала писати філософські есе, які розповсюджувала в рукописі серед друзів під назвою Oeuvre des loisirs («робота для відпочинку»). У 1777 році вона взяла участь у конкурсі есе на тему «Як освіта жінок може допомогти зробити чоловіків кращими». Її твір не отримав премії.

## До революції

### Шлюб
У соціальному середовищі Фліпонів шлюби зазвичай укладалися; було незвично, щоб така молода жінка, як Манон Фліпон, єдина дитина досить заможних батьків, не виходила заміж до двадцяти років. Вона отримала не менше десяти пропозицій вийти заміж, але всі відхилила. У неї був короткий роман із письменником Паен де ла Бланшрі, який закінчився для неї болісним розчаруванням. Друг її батька, 56-річний вдівець, із яким вона листувалася на філософські теми, попросив її приїхати жити з ним у його маєток, щоб вони разом вивчали філософію. Вона натякнула йому, що могла б подумати про платонічний шлюб, але нічого подібного не вийшло.

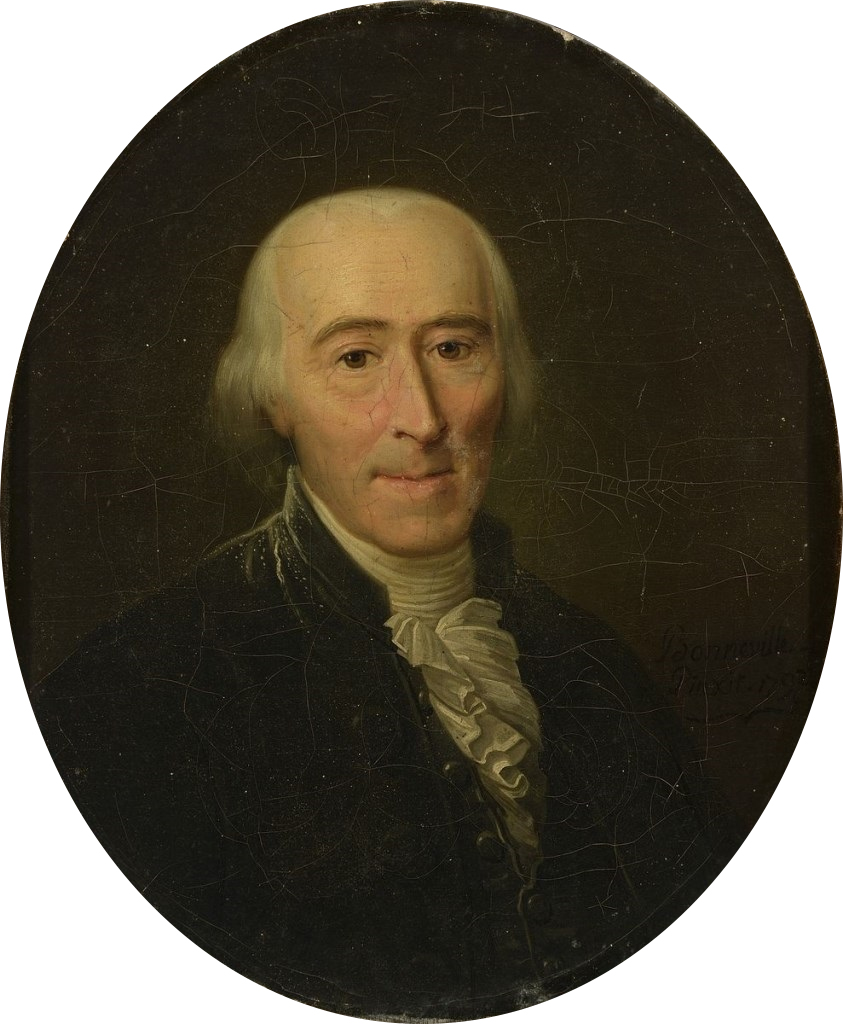
Жан-Марі Ролан де ла Платьєр, чоловік Манон Ролан

У 1776 році Манон Фліпон зустріла Жана-Марі Ролана де ла Платьєра, який був на двадцять років старший за неї. Він був інспектором мануфактур у Пікардії і як такий відповідав за контроль якості продукції місцевих виробників і майстрів. Він був фахівцем у сфері виробництва, торгівлі та економічної політики, особливо текстильної промисловості. Він був розумним, начитаним і багато подорожував, але також був відомий як важка людина: неохоче брав до уваги будь-які думки, окрім своєї, і легко дратувався. Через це йому часто не вдавалося здійснити економічні реформи, яким він віддавав перевагу, і його кар'єра була не такою успішною, як він вважав, що заслуговував.
Родина Роландів колись належала до нижчого дворянства, але до кінця XVIII століття більше не мала титулу. Порівняно з родиною ремісників і крамарів Манон Фліпон була явна різниця в соціальному статусі. Це стало причиною її відмови від першої пропозиції одруження Роланда в 1778 році. Через рік вона погодилася. Плани на весілля спочатку трималися в таємниці, оскільки Роланд очікував заперечень із боку сім'ї. За мірками того часу це був мезальянс: шлюб, який вважався недоречним через велику різницю в соціальному статусі подружжя.
Вони одружилися в лютому 1780 року і спочатку жили в Парижі, де Роланд працював у міністерстві внутрішніх справ. З самого початку мадам Роланд допомагала своєму чоловікові в його роботі, виконуючи подекуди роль його секретаря. У вільний час вона відвідувала лекції з природознавства в Саду рослин, ботанічного саду Парижа. Тут вона зустріла Луї-Огюстена Боска д'Антика, природознавця, який залишався близьким другом до її смерті. З цього часу також бере початок її дружба з Франсуа Ксав'є Лантенасом, пізніше парламентарем.

### Ам'єн і Ліон
Після року в Парижі пара переїхала в Ам'єн. Їхня єдина дитина Юдора народилася там у 1781 році. Незвично для того часу — але цілком відповідало теорії Руссо — мадам Ролан сама годувала доньку грудьми замість того, щоб найняти годувальницю. Вона написала особливо детальний і відвертий звіт про пологи та проблеми з грудним вигодовуванням, і є однією з перших жінок цього часу, яка відкрито пише про такі питання. Звіт був опублікований після її смерті.
Подружжя жило дуже спокійним життям в Ам'єні та мало спілкувалося. У Парижі мадам Ролан уже підтримувала свого чоловіка в його роботі, і тепер їхня співпраця розвивалася далі. Спочатку вона в основному займалася копіюванням текстів і допомагала його дослідженням; її роль була явно підпорядкованою. У своїх мемуарах вона згадує цю ситуацію з деякою образою, але її листи того періоду не показують, що вона тоді заперечувала. Її участь поступово зростала; вона почала редагувати та модифікувати текст і, зрештою, сама написала основні розділи. Її чоловік, мабуть, спочатку не зрозумів, що деякі тексти були її, а не його власними. За кілька років вона стала кращим письменником, що також визнав Жан-Марі Ролан. Зрештою він повністю прийняв її як свою інтелектуально рівню, і виникло рівне партнерство.
У 1784 році мадам Роланд відвідала Париж на кілька тижнів, щоб отримати звання перства для свого чоловіка. Фінансові привілеї, пов'язані з титулом, дозволили йому залишити роботу інспектора й повністю зосередитися на письменництві та дослідженні. Вона виявила, що має талант до лобіювання та ведення переговорів. Звання перства не було надане: упродовж свого професійного життя її чоловік надто часто ворогував зі своїм начальством. Їй таки вдалося отримати для нього призначення в Ліоні, яке було менш вимогливим, ніж його посада в Ам'єні, і краще оплачуваним. Перед переїздом до Ліона пара побувала в Англії, де мадам Роланд відвідала дебати в Палаті громад між легендарними політичними противниками Вільямом Піттом Молодшим і Чарльзом Джеймсом Фоксом.
Хоча офіційним місцем роботи Роланда був Ліон, родина зазвичай жила у Вільфранш-сюр-Соні, приблизно за тридцять кілометрів на північ від Ліона. Мадам Роланд зосередилася на освіті своєї дочки Юдори, яка, на її велике розчарування, виявилася менш зацікавленою в книгах і здобутті знань, ніж вона сама в тому віці. У наступні роки вона час від часу в листах до друзів (і у своїх мемуарах) продовжувала називати свою дочку «повільною» і нарікати, що її дитина має такий несмак. Разом зі своїм чоловіком вона працювала над Encyclopédie Méthodique — Dictionnaire des Arts et Métiers, продовженням Енциклопедії Дідро і Даламбера, яка зосереджена на торгівлі та промисловості. У 1787 році подружжя здійснило подорож до Швейцарії, де на прохання мадам Ролан вони також відвідали місця, які відіграли важливу роль у житті Руссо.

## Революція

### Період: 1789—1791
По всій Франції, і особливо в Парижі, зростали протести проти соціальних, економічних і політичних умов. Роланди багато в чому були представниками революційної еліти, що піднімалася. Вони здобули своє соціальне становище завдяки праці, а не через народження, і образилися на двір у Версалі з його корупцією та привілеями. Вони свідомо обрали досить тверезий, пуританський спосіб життя. Вони виступали за ліберальну економіку та скасування старих правил, а також за допомогу бідним. Коли в 1789 році скликали Генеральні штати Франції, мадам Ролан та її чоловік брали участь у складанні місцевого Списку вимог, документа, у якому громадяни Ліона могли висловити свої скарги щодо політичної та економічної системи. Політика не відігравала великої ролі в листуванні мадам Ролан до 1789 року, але упродовж цього року вона все більше й більше захоплювалася політичними подіями.
Після штурму Бастилії 14 липня 1789 року її мислення швидко радикалізувалося, і відбулася цілковита зміна тону та змісту її листів. Вона більше не була зацікавлена в суспільних реформах, а виступала за революцію. Інституції старого режиму були для неї неприйнятні; тепер, коли народ перебрав суверенітет, необхідно було розробити абсолютно нову форму правління. На відміну від багатьох інших революціонерів, вона швидко виступила за встановлення республіки. У своєму політичному мисленні мадам Ролан була непримиренно радикальною в цей момент. Вона не була схильна ні в чому йти на компроміси; для досягнення своїх революційних ідеалів вона вважала прийнятним застосування сили і навіть громадянську війну.
Упродовж перших вісімнадцяти місяців Французької революції Роланди мешкали в Ліоні, хоча частину часу все ще жили у Вільфранші. Мадам Ролан незабаром переконалася, що готується контрреволюція. Своїми листами вона намагалася мобілізувати друзів, не соромлячись поширювати необґрунтовані чутки про події та людей, з якими вона не погоджувалася. Тим часом у Ліоні стало загальновідомо, що Роланди симпатизували революціонерам і підтримували створення радикальних політичних клубів. Через це їх ненавиділи представники старої еліти. Вона була щаслива, коли 7 лютого 1790 року в Ліоні спалахнуло повстання, яке призвело до вигнання міської ради та збільшення кількості чоловіків, які мали право голосу.
Мадам Роланд не брала публічної участі в політичних дискусіях, але все ж зуміла отримати політичний вплив у цей період. Вона листувалася з мережею публіцистів і політиків, включаючи паризького журналіста Жака П'єра Бріссо, майбутнього лідера жирондистів, і адвоката Жана-Анрі Банкаля д'Іссарта. У своїх листах вона описувала та аналізувала події в Ліоні. Щонайменше п'ять разів Бріссо публікував уривки з її листів як статті у своїй газеті Французький патріот, відтак її думки обговорювалися за межами Ліона. Люк-Антуан де Шампаньо зробив те саме у своїй газеті Ліонський кур'єр. Вона була однією з небагатьох жінок-кореспондентів революційної преси. Оскільки її внески були опубліковані не під її власним іменем, а анонімно або як «жінка з півдня», неможливо з упевненістю визначити, скільки статей, написаних мадам Ролан, з'явилося в пресі.

### Активіст ісалоніст
У 1790 році Жан-Марі Ролан був обраний до міської ради Ліона, де він виступав за помірковану революційну адміністрацію. Тепер Роланди оселилися в Ліоні, але щоб отримати гроші на революційні реформи, вони виїхали до Парижа в 1791 році, на те, що мало бути короткочасним.

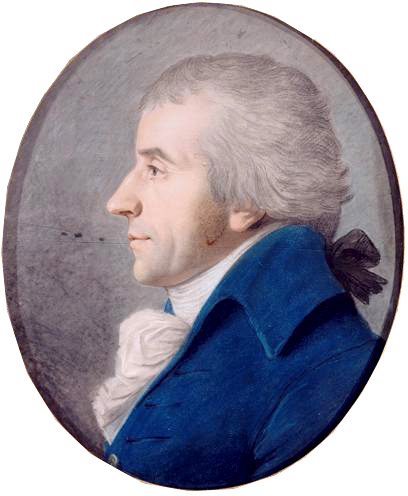
Жак П'єр Бріссо, журналіст, а пізніше лідер жирондистів, опублікував у своїй газеті статті мадам Ролан і ввів її в революційні кола.

Мадам Ролан незабаром стала відомою фігурою в політичних колах Парижа, особливо завдяки Бріссо, який представляв її всюди. Як завжди, вона працювала разом зі своїм чоловіком, хоча рутинну роботу з копіювання та редагування тепер виконувала асистентка, Софі Граншамп. Мадам Ролан написала більшість офіційних листів свого чоловіка і шкодувала, що не може сама поїхати до нової Національної асамблеї, щоб обговорити справу Ліона: жінок пускали лише на публічну галерею. Коли вона спостерігала за дебатами з галереї, її дратувало, що консерватори набагато кращі й красномовніші в дебатах, ніж революціонери, яких вона вважала ідеологічно вищими. Поза асамблеєю була активною лобісткою. Разом із Роландом вона була постійним відвідувачем Клубу якобінців (тут жінки також мали доступ лише до публічної галереї).
З квітня 1791 року кілька разів на тиждень вона влаштовувала у своєму будинку салон, який відвідували республіканці з буржуазних кіл. Серед відвідувачів були Максиміліан Робесп'єр та американський революціонер Томас Пейн.
Під час цих подій мадам Ролан завжди сиділа за столиком біля вікна, читала, писала листи або займалася рукоділлям. Вона ніколи не брала участь у розмовах, що точилися навколо, а уважно слухала. Її значний політичний вплив здійснювався не через участь у публічних дебатах (що вона вважала непристойним для жінки), а через листи та особисті розмови. Вона була відома своїм різким політичним аналізом та своєю ідеологічною стійкістю, і була широко визнана однією з найважливіших людей у групі навколо Бріссо. Її завжди запитували поради щодо політичної стратегії, і вона внесла свій внесок у зміст листів, парламентських законопроектів і промов. Сучасники описували її як чарівну жінку та блискучого співрозмовника.
Салон мадам Роланд є однією з головних причин, чому її пам'ятають, але, можливо, це не був салон у звичайному розумінні цього терміну. Зібрання, які вона проводила, мали суто політичний, а не соціальний характер; майже не подавали їжі та напоїв. Вони відбувалися за кілька годин між закінченням дебатів у зборах і початком засідань у Якобінському клубі. Окрім самої мадам Роланд, не було жодної жінки. Це відрізняло їх від заходів, організованих Луїзою де Кераліо, Софі де Кондорсе та мадам де Сталь; хоча там також були присутні революціонери, їхні зібрання були більше схожі на аристократичні салони ancien régime, враження, якого мадам Ролан хотіла уникнути за будь-яку ціну.

### Політичні ідеї
Ім'я мадам Роланд нерозривно пов'язане з жирондистами. І вона, і її чоловік вважалися частиною керівництва цієї політичної фракції, яку також називають Бріссотенами на честь їх лідера Жака П'єра Бріссо. Спочатку жирондисти — а також Роланди — були частиною ширшого якобінського руху. У міру розвитку революції вони почали дистанціюватися від якобінців, серед яких домінували радикальні паризькі лідери, такі як Жорж Дантон і Жан-Поль Марат. Жирондисти виступали проти впливу Парижа на національну політику, віддаючи перевагу федералізму; багато політиків жирондистів прибули з-за меж столиці. Вони належали до буржуазії і позиціонували себе як охоронці законності проти безправ'я мас. І в цьому аспекті вони принципово відрізнялися від якобінців, які вважали себе представниками санкюлотів, робітників і крамарів.

## У владі: Міністерство внутрішніх справ

### Революція набирає обертів

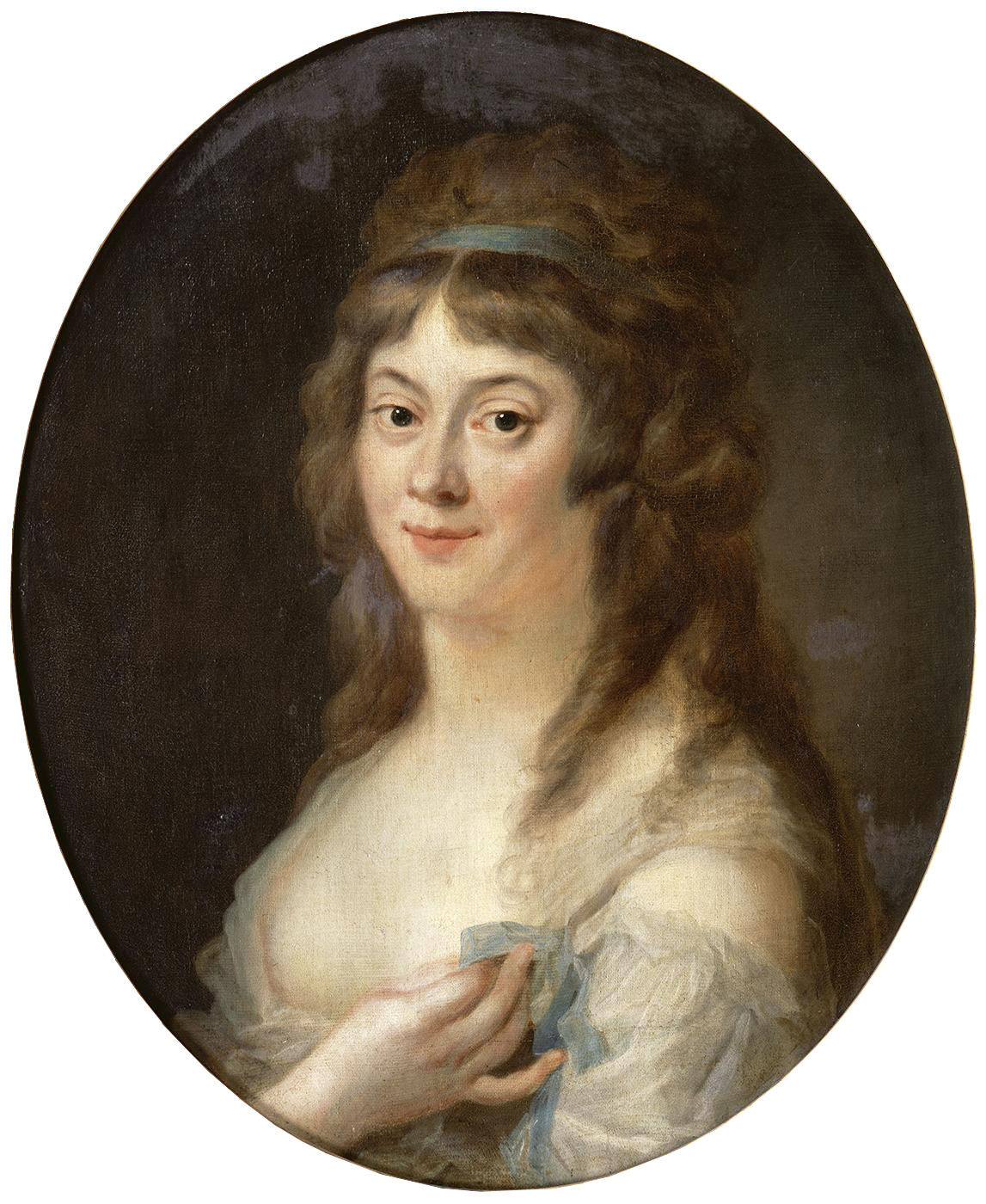
Йоганн Юлій Гейнсіус «Мадам Роланд», 1792 р. Нащадки мадам Роланд були впевнені, що це не її портрет.

Упродовж кількох місяців одразу після прибуття до Парижа мадам Ролан не була задоволена прогресом соціальних і політичних змін у Франції, які, на її думку, були недостатньо швидкими та далекосяжними. Коли в червні 1791 року король Людовик XVI разом із родиною спробував утекти з країни, революція набрала обертів. Сама мадам Ролан вийшла на вулиці, щоб лобіювати запровадження республіки; вона також вперше стала членом політичного клубу під своїм іменем, незважаючи на її переконання, що жінки не повинні мати ролі в суспільному житті. Вона відчула, що в той момент на карту поставлено так багато, що кожен — чоловік чи жінка — має докласти всіх зусиль, щоб втілити зміни. У липні того ж року демонстрація на Марсовому полі призвела до розстрілу: Національна гвардія відкрила вогонь по демонстрантах, убивши, ймовірно, близько 50 осіб. Багато видатних революціонерів, побоюючись за своє життя, тікали; Роланди надали тимчасову схованку для Луїзи де Кераліо та її чоловіка Франсуа Робера.
Невдовзі серед революціонерів у законодавчих зборах почали виникати розбіжності, зокрема щодо того, чи варто Франції розпочинати війну проти Пруссії та Австрії. Бріссо та більшість жирондистів були «за» (вони побоювалися військової підтримки монархії з боку Пруссії та Австрії), тоді як Робесп'єр спочатку хотів навести порядок у внутрішніх справах. Політична ситуація була настільки розділеною, що сформувати стабільний уряд було практично неможливо: не було кандидатів на посади міністрів, прийнятних для всіх сторін (включно з королем і двором). Жирондисти отримали можливість втілити свої ідеї в життя: король Людовик XVI попросив їх призначити трьох міністрів. У березні 1792 Роланд був призначений міністром внутрішніх справ. Це призначення сталося настільки несподівано, що Роланди спочатку подумали, що Бріссо жартує. Не було жодних ознак того, що вони активно шукали державну посаду для Роланда. Пара переїхала в Hôtel Pontchartran, офіційну резиденцію міністра, але залишила свою маленьку квартиру в місті — про всяк випадок.

### Перший термін повноважень
Служба міністра внутрішніх справ була важкою, а робоче навантаження було надзвичайно великим. Міністерство відповідало за вибори, освіту, сільське господарство, промисловість, торгівлю, дороги, громадський порядок, допомогу бідним і роботу уряду. Мадам Ролан залишалася рушійною силою творчості свого чоловіка. Вона коментувала всі документи, писала листи та меморандуми і мала важливе слово при призначеннях, наприклад, Жозефа Сервана де Гербея на посаду військового міністра. Вона, як завжди, була дуже тверда у своїх поглядах і переконана у власній непогрішності.
У квітні 1792 року спалахнула війна, якої так палко бажали жирондисти. Мадам Роланд написала докірливого листа Робесп'єру, оскільки він все ще виступав проти цієї ідеї. Це призвело до кінця дружніх відносин між Робесп'єром і Роландами; зрештою він стане заклятим ворогом жирондистів і мадам Роланд.
Мадам Роланд змогла переконати свого чоловіка та інших міністрів, що король планує відновити старий режим. Це була її ідея створити армійський табір поблизу Парижа із 20 000 солдатів з усієї Франції; вони повинні втрутитися в разі можливої контрреволюції у столиці. Коли Людовик XVI вагався підписувати цей закон, Роланд надіслав йому зневажливий лист протесту та опублікував його до того, як король встиг відповісти. У своїх спогадах мадам Ролан досить розпливчасто говорить про те, чи брала вона лише участь у редагуванні листа, чи написала весь текст. Останнє її біографи вважають найбільш імовірним. У всякому разі, це була її ідея опублікувати листа, щоб отримати більшу підтримку у зборах і серед населення.
10 червня 1792 року Людовик XVI звільнив Жан-Марі Ролана та двох інших міністрів-жирондистів. Після цього радикальні якобінці та монтаньяри взяли на себе політичну ініціативу, що зрештою призвело до кінця монархії 10 серпня. Потім Роланда знову призначили міністром.

### Другий термін повноважень
Падіння короля означало початок терору, періоду, коли радикальні угруповання шляхом кровопролиття позбулися своїх опонентів. У радикальних колах позиція Роландів була суперечливою. Якобінці, монтаньяри та Паризька Комуна дивилися на них з підозрою: те, що Роланд служив міністром при Людовіку XVI, сприймалося як співпраця зі старим порядком. Його звільнення королем призвело лише до тимчасового відновлення їхньої репутації.

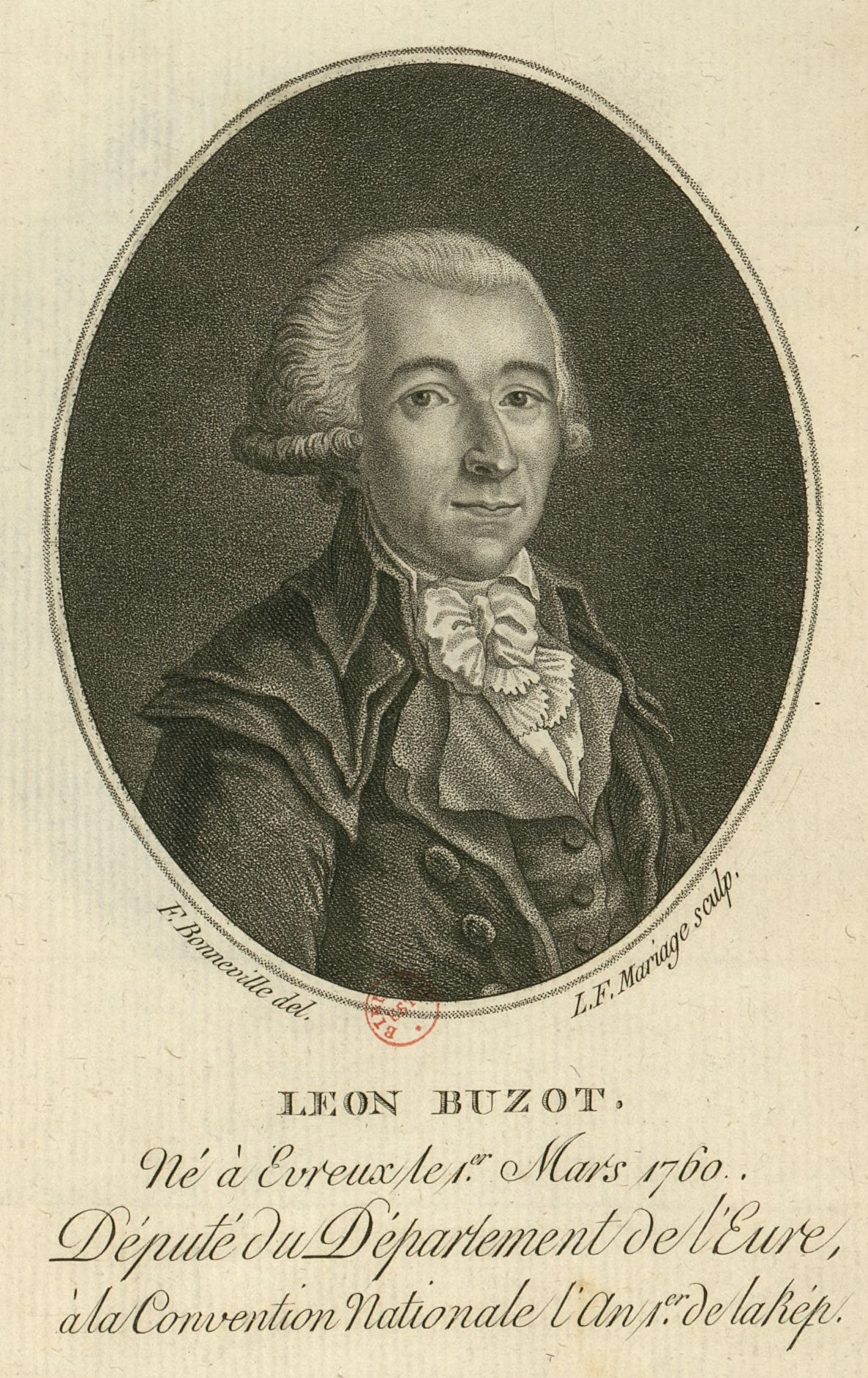
Франсуа Бюзо, з яким у мадам Ролан були інтенсивні платонічні стосунки в останній рік її життя

Зі свого боку, мадам Роланд не відчувала симпатії до «хуліганів», таких як якобінці та монтаньяри. Хоча в листах, написаних у перші дні революції, вона вважала застосування насильства прийнятним, вона відчувала велику огиду до жорстокої та нецивілізованої поведінки. Вона також образилася на неотесаного старшину-якобінця Жоржа Дантона і не реагувала на його заклики співпрацювати з нею. Деякі історики стверджують, що її відмова вступити в союз із Дантоном остаточно сприяла падінню жирондистів.
Коли 6 і 7 вересня сотні в'язнів були вбиті в паризьких в'язницях через те, що їх підозрювали в антиреволюційних симпатіях, мадам Ролан написала подрузі, що вона починає відчувати сором за революцію. Визначення відповідальних за цю бійню стало ще одним предметом суперечок між різними фракціями. Мадам Ролан — і більшість інших жирондистів — вказували на Марата, Дантона та Робесп'єра як на призвідників насильства. Політичні опоненти Роландів зазначали, що «їхнє» Міністерство внутрішніх справ відповідає за в'язниці та вжило дуже мало заходів для запобігання чи припинення насильства.
Під час другого терміну головування Роланда мадам Роланд знову зайняла важливу посаду. Загальновідомо, що вона написала більшість політичних текстів свого чоловіка і що він повністю покладався на її судження та ідеї; і Дантон, і Марат публічно висміювали його за це. Вона мала власний офіс у міністерстві та керувала роботою Bureau d'esprit public («бюро громадської думки»), яке мало на меті поширення революційних ідеалів серед населення. Противники Роландів звинуватили їх у використанні Офісу для видання державної пропаганди на підтримку справи жирондистів. Хоча немає жодних доказів того, що Роланди привласнювали державні гроші, безперечно, що вони брали участь у спробах очорнити своїх політичних опонентів. Принаймні один із секретних агентів міністерства підпорядковувався безпосередньо мадам Роланд.
Особисте життя мадам Ролан у цей період було бурхливим. Між нею та депутатом-жирондистом Франсуа Бюзо, якого вона вперше зустріла як відвідувача свого салону, зав'язався пристрасний, але, за її власними словами, платонічний роман. Це вплинуло на її стосунки з чоловіком, якому важко було винести думку про те, що його дружина закохана в іншого чоловіка. Роман із Бузо, можливо, також був одним із факторів, що сприяли розриву з політичним союзником; її давній друг Лантенас, нині парламентарій, роками сам був у неї закоханий, а тепер дистанціювався від кола навколо мадам Ролан — і від жирондистів.

## Падіння

### Падіння жирондистів
Радикальні газети та брошури почали поширювати все більше чуток про антиреволюційні змови, які нібито кувалися вдома у Роландів. Досить тверезі обіди, які мадам Ролан влаштовувала двічі на тиждень (наступники салону, який вона проводила до того, як Жан-Марі Ролан став міністром), зображувалися як декадентські події, на яких політиків спокушали доєднатися до «кліки Роланда». Жан-Поль Марат, Жак-Рене Ебер і Каміль Демулен зобразили мадам Ролан як маніпулятивну куртизанку, яка обдурила доброчесного Роланда; у своїх статтях і памфлетах вони порівнювали її з мадам дю Баррі та Марією Антуанеттою. Хоча Дантон і Робесп'єр також нападали на неї у своїх творах, вони представили її як небезпечного політичного супротивника, а не як злу жінку.

Політичні противники мадам Ролан
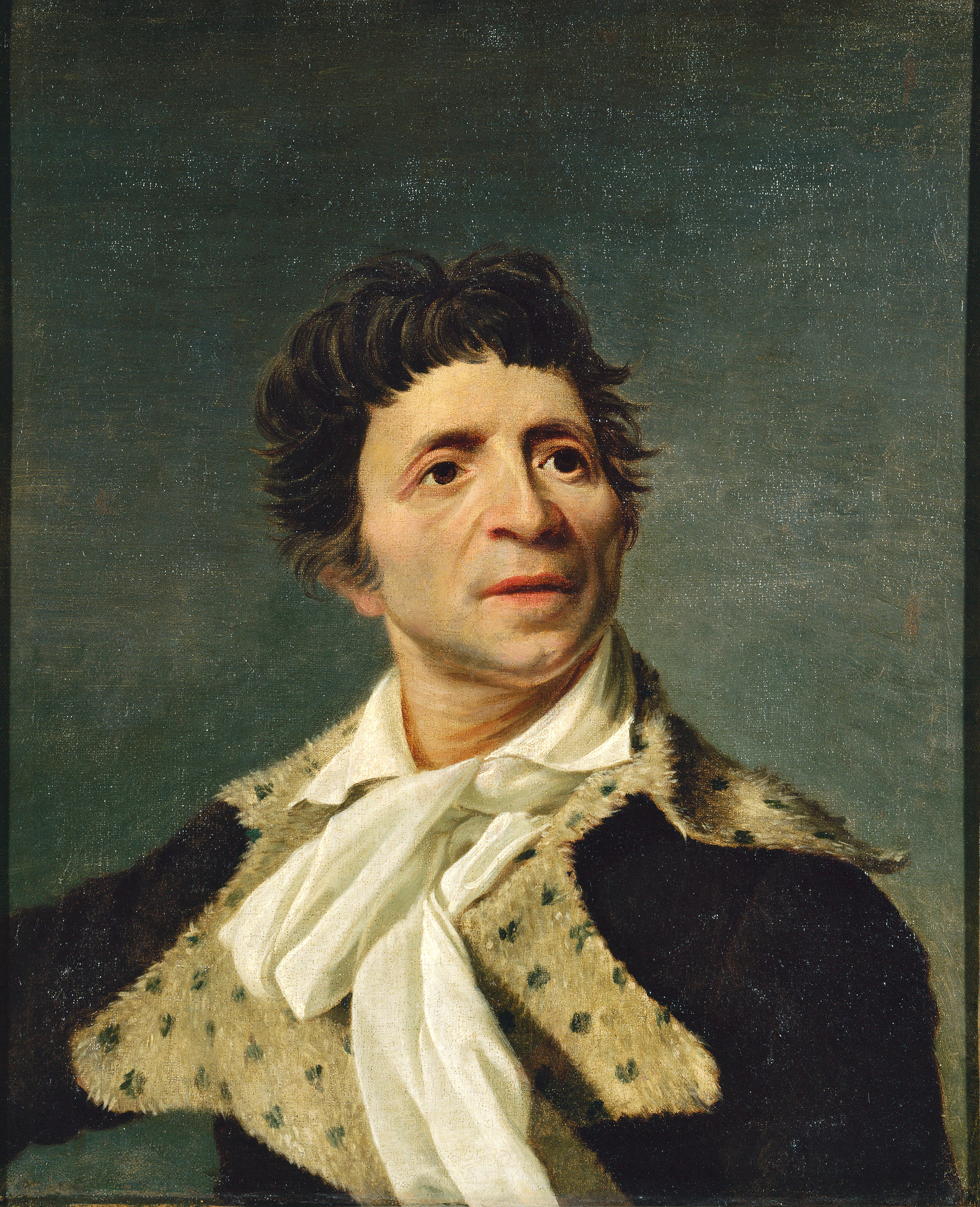
Марат
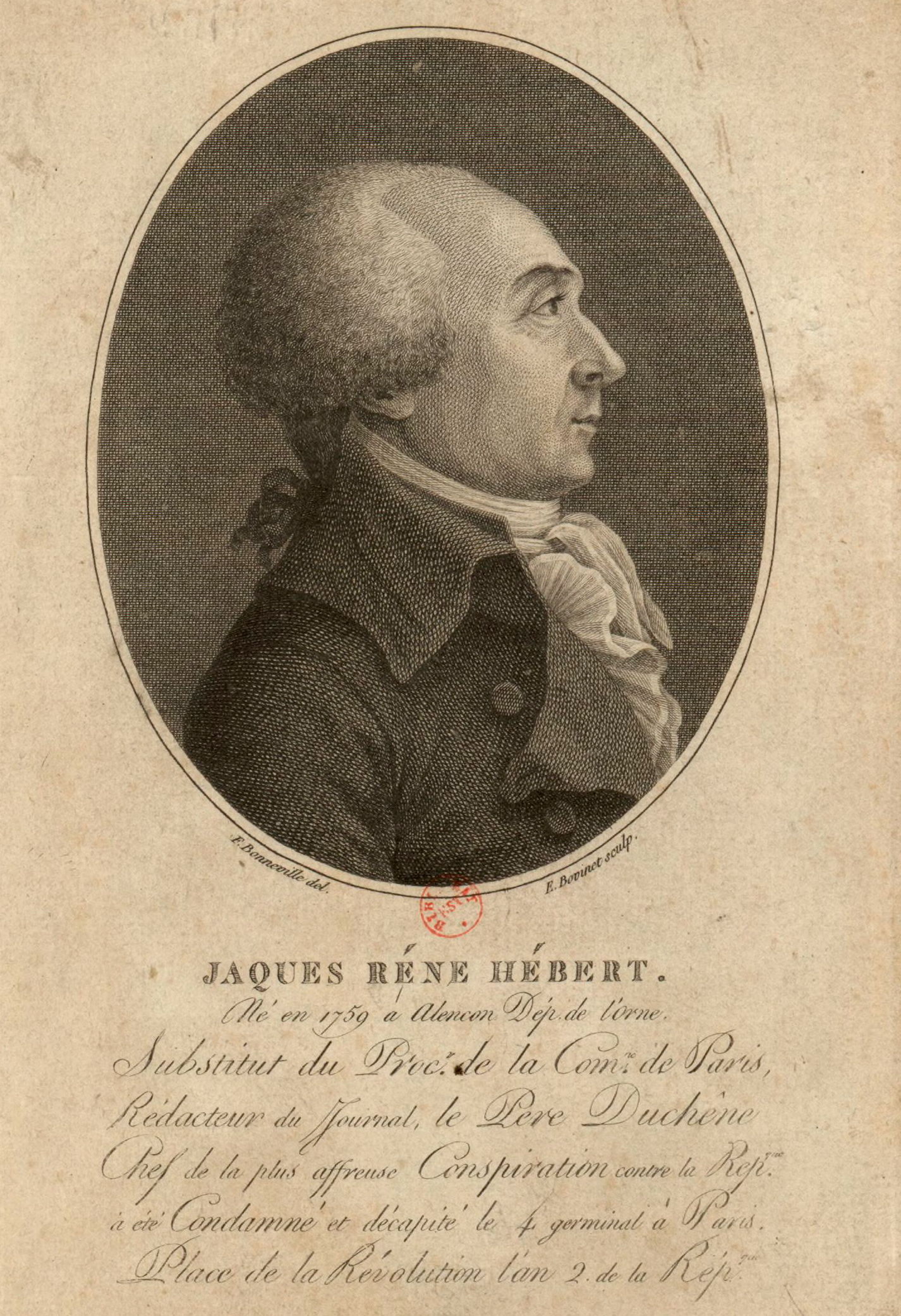
Ебер
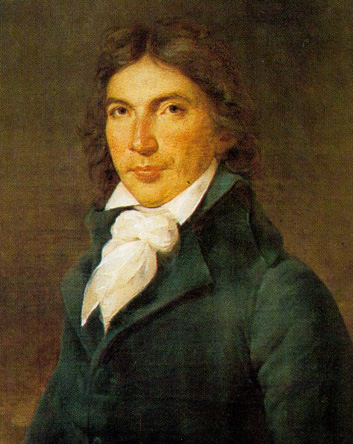
Демулен
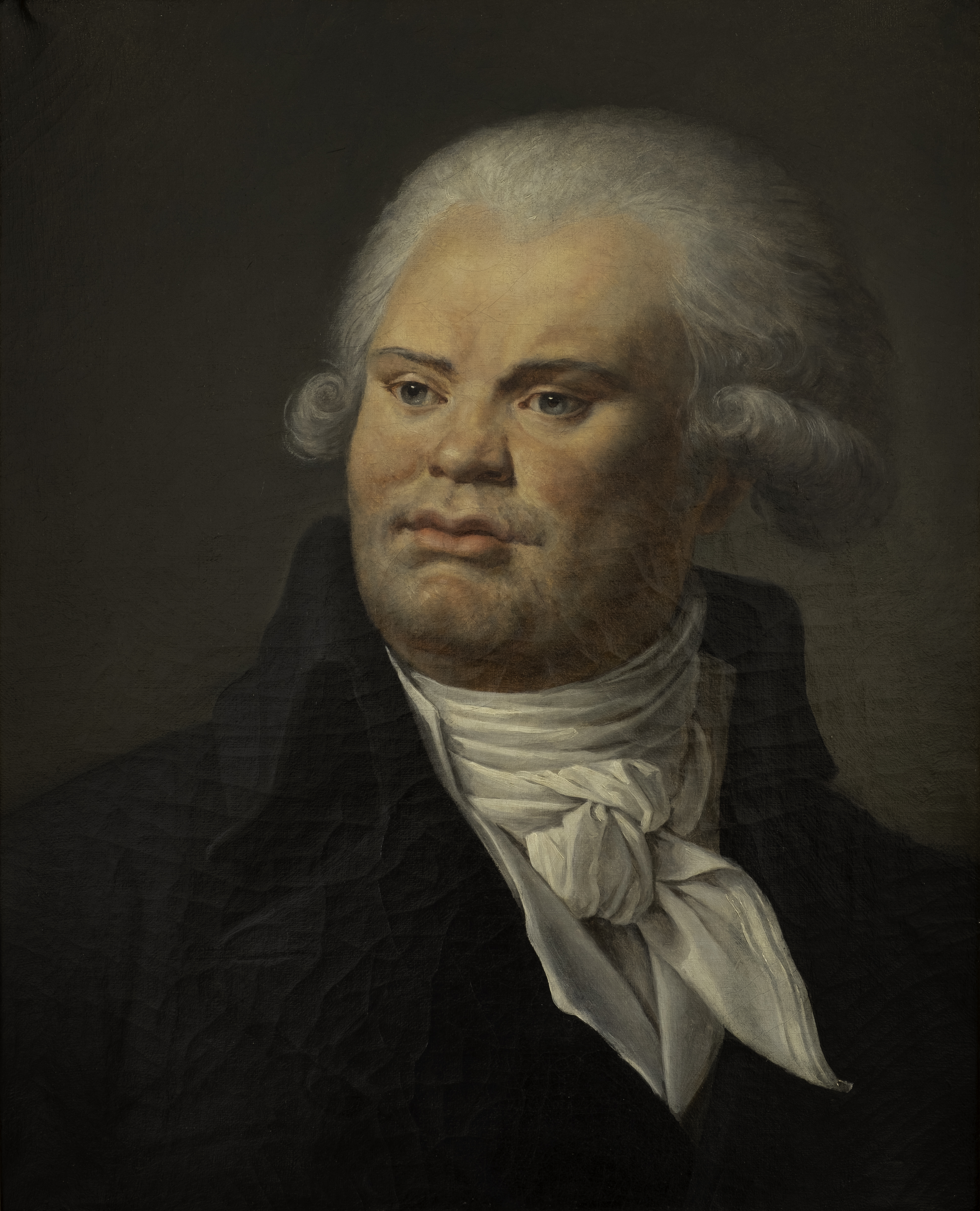
Дантон
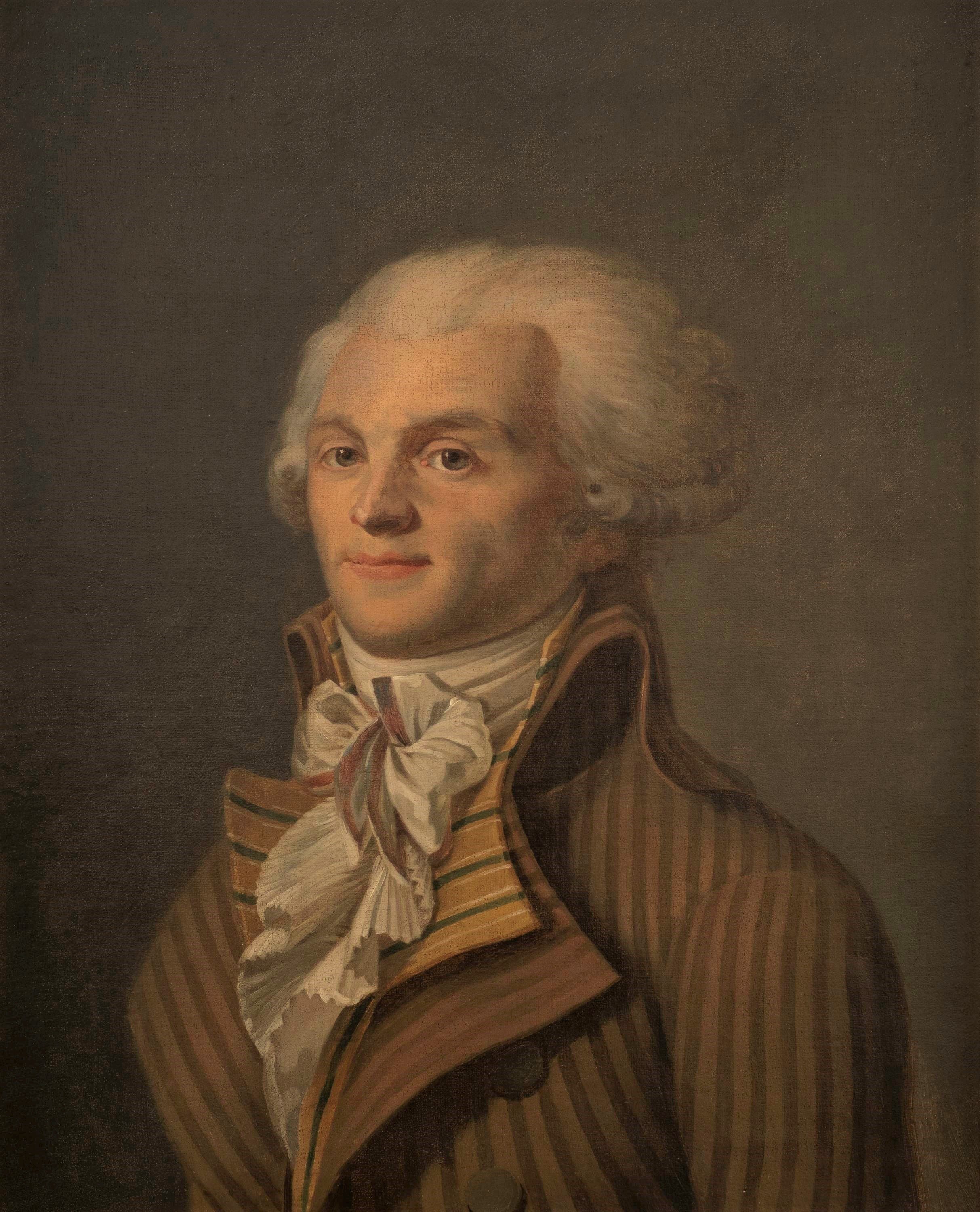
Робесп’єр

У грудні 1792 року мадам Роланд була змушена постати перед Національним конвентом (новими законодавчими зборами) за звинуваченням у листуванні з аристократами, які втекли до Англії. Вона так захищалася, що депутати аплодували — загальна галерея мовчала. Її репутація серед жителів Парижа була поганою, існували побоювання замаху; задля власної безпеки вона більше не виходила на вулицю. Вона спала із зарядженою рушницею під рукою; у разі нападу вона хотіла мати можливість покінчити з життям, щоб не потрапити живою в руки санкюлотів.
Політичні відносини ще більше загострилися через суд над королем і розбіжності щодо покарання, яке має бути призначене йому. Більшість жирондистів проголосували проти смертної кари або принаймні проти негайної страти короля. Із листів мадам Ролан видно, що вона теж була проти смертного вироку. Після страти Людовіка XVI 21 січня 1793 року Жан-Марі Ролан залишив посаду міністра. Причини не зовсім зрозумілі — можливо, він пішов у відставку на знак протесту проти страти, але, можливо, також тому, що навантаження на роботі, постійні особисті та політичні нападки радикалів і сімейні проблеми стали для нього надто важкими. Майже одразу в нього вилучили документи та розпочали розслідування щодо його дій на посаді міністра. Роландам також заборонили залишати Париж.
У квітні того ж року Робесп'єр відкрито звинуватив жирондистів у зраді революції. Через кілька тижнів, 31 травня, «революційний комітет» (можливо, створений Паризькою Комуною) зробив спробу заарештувати Роланда. Йому вдалося втекти. Сховавшись у друга Роланда, натураліста Боска д'Антика в колишньому монастирі в лісі Монморансі, він утік до Ам'єна, а звідти до Руана. Мадам Роланд відмовилася тікати чи ховатися; вона навіть поїхала на Конвент, щоб особисто протестувати проти спроби арешту її чоловіка. У своїх мемуарах вона не до кінця пояснює, чому вчинила так. Можливо, вона була переконана, що немає законних підстав для її арешту, але рано вранці 1 червня 1793 року її заарештували вдома і перевели до в'язниці в абатстві Сен-Жермен-де-Пре. Радикальна антифеміністична газета Le Père Duchesne неправдиво стверджувала, що вона зізналася в контрреволюційній діяльності. У своїх творах вона описує карикатуру на своє жіноче тіло, типову для стилю письма Пер Дюшен: «Мене перетворили не лише на контрреволюціонера, але й на беззубу стару бабу, і вони закінчили тим, що змусили мене плакати про свої гріхи, очікуючи від мене спокутувати їх на гільйотині».
Вона була першим видатним жирондистом, якого ув'язнили. Прокотилася хвиля арештів. Ряд політиків-жирондистів, у тому числі Бюзо, зуміли втекти з Парижа.

### Позбавлення волі
У в'язниці мадам Ролан дозволили приймати відвідувачів. Її помічниця Софі Гранчамп приходила через день; Боск д'Антик під час своїх регулярних візитів приносив їй квіти з ботанічного саду. Вони таємно вивезли її листи до Бюзо і, ймовірно, також до її чоловіка (будь-які листи до Роланда втрачено). Вона вивчала англійську мову і деякий час навіть мала фортепіано в камері.

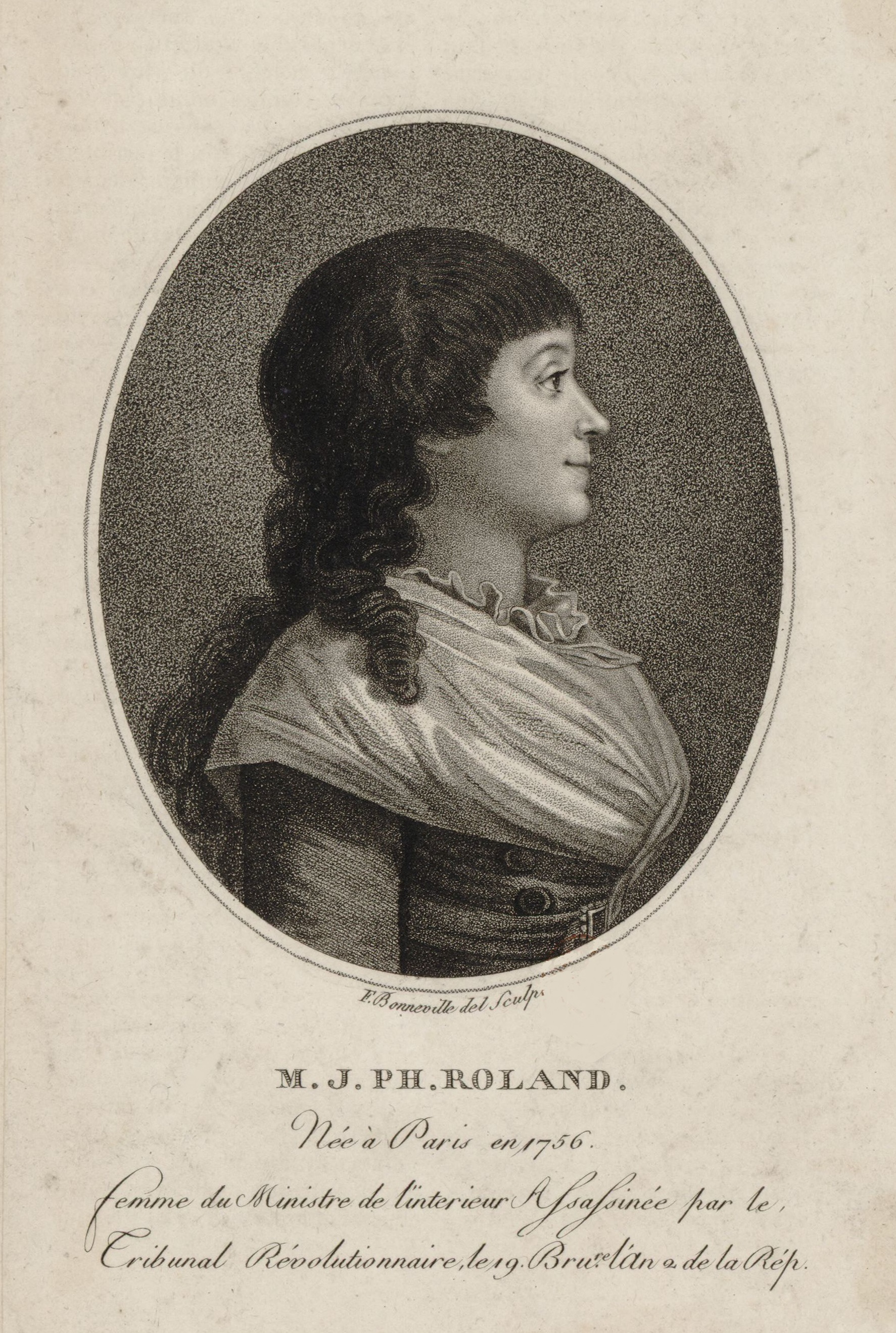
Мадам Роланд; малюнок Франсуа Бонневіля

24 червня її несподівано звільнили, оскільки правові підстави для її арешту були недосконалими, але її знову заарештували за новим обвинуваченням у той самий момент, коли вона хотіла увійти до свого будинку. Решту свого ув'язнення вона провела в суворішій в'язниці Сент-Пелажі. Її дуже хвилювала доля Бюзо більше, ніж Жан-Марі Ролана. Вона була ображена і розлючена тим, що у своїх мемуарах її чоловік планував покласти на Бюзо відповідальність за кризу в їхньому шлюбі. З деякими труднощами їй вдалося переконати його знищити рукопис. Вона була переконана, що її зрештою стратять, але відмовилася працювати над планом втечі, організованим Роландом, який передбачав обмін одягом із відвідувачем; вона вважала це занадто ризикованим для відвідувача.
За межами Парижа влітку 1793 р. посилився опір подіям у столиці. У Ліоні спалахнуло повстання, у Бретані та Нормандії були осередки опору. У провінціях деякі жирондисти виступали на користь федеративної республіки або навіть відділення від «Парижа». Мадам Роланд благала своїх друзів не наражати себе на небезпеку, але Бюзо, який, як повідомляється, завжди носив із собою мініатюру мадам Роланд і пасмо її волосся, брав участь у спробах організувати повстання в Кані. Доля ув'язнених жирондистів була вирішена, коли Шарлотта Корде, симпатик жирондистів із Кана, вбила популярного Марата в Парижі.
Коли в жовтні мадам Роланд почула, що Бюзо теж під загрозою арешту, вона спробувала покінчити з життям, відмовившись від їжі. Боск д'Антик і Софі Граншамп змогли переконати її, що краще постати перед судом, тому що так вона зможе відповісти своїм обвинувачам і врятує свою репутацію.

### Суд і страта

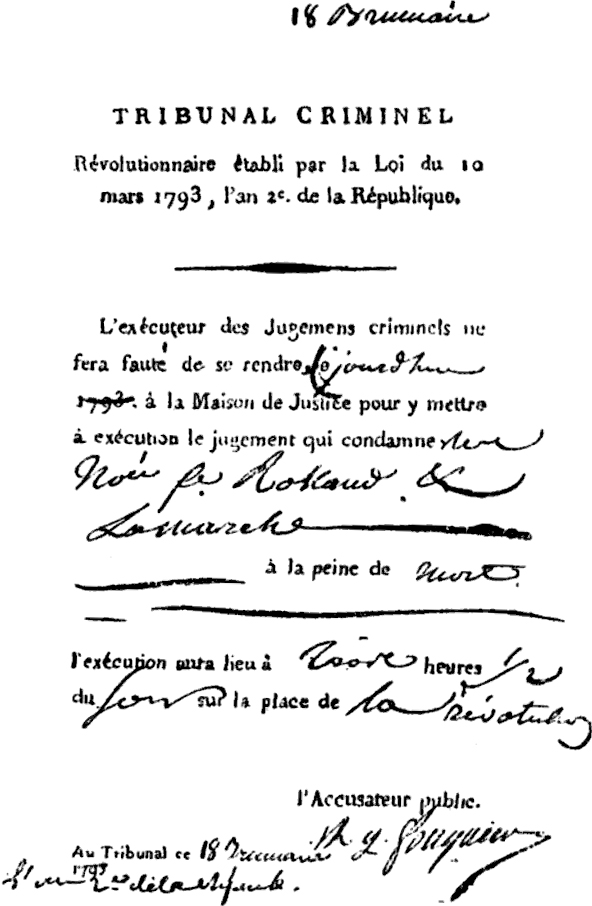
Наказ про страту мадам Роланд

31 жовтня 1793 р. після короткого суду стратили двадцять одного жирондистського політика; більшість із них були відомі мадам Роланд, і в групі був її добрий друг Бріссо. Наступного дня її перевели до Консьєржері, в'язниці, відомої як остання зупинка на шляху до гільйотини; відразу після прибуття її допитував прокурор упродовж двох днів. Вона захищала себе у своїй звичайній самовпевненості (згідно з газетою Le Moniteur Universel) навіть гордовитій манері проти звинувачень, але також стверджувала на свій захист, що вона була «лише дружиною» і тому не могла нести відповідальність за політичні дії свого чоловіка. За словами очевидців, таких як її співв'язень і політичний супротивник Жак Клод Беньо, вона залишалася спокійною та мужньою під час свого перебування в Консьєржері. 8 листопада вона постала перед Революційним трибуналом. Вона не сумнівалася, що її засудять до смертної кари й того дня одягнуть у туалет, який вона вибрала раніше: просту сукню з біло-жовтого мусліну з чорним поясом. Після короткого суду її визнали винною у змові проти революції і винесли смертний вирок; суддя не дозволив їй зачитати заяву, яку вона підготувала.
Того ж дня вирок виконано. Софі Граншамп та історик П'єр Франсуа Тіссо бачили, як вона йшла на ешафот, і засвідчили, що вона виглядала дуже спокійною. Є дві версії щодо її останніх слів біля підніжжя гільйотини: O Liberté, que de crimes on commit en ton nom! («О свободо, які злочини вчиняються в твоє ім'я!»), або O Liberté, on t'a jouée («О свободо, вони висміяли тебе».) Le Moniteur Universel несхвально писав, що мадам Роланд пішла на смерть з «іронічною веселістю» і заявив, що, як Марію Антуанетту та феміністку Олімпію де Гуж, її було страчено через те, що вона переступила «межі жіночої чесноти».
Коли за декілька днів Жан-Марі Ролан почув у своїй схованці в Руані, що його дружину стратили, він покінчив життя самогубством. Її коханий Бузо кілька місяців прожив утікачем, а потім теж покінчив із собою. Після смерті батьків її донька Еудора потрапила під опіку Боска д'Антіка, а пізніше вийшла заміж за сина журналіста Люка-Антуана де Шампаньо.

## Спадщина

### Спогади та листи
Упродовж п'яти місяців ув'язнення мадам Ролан написала свої мемуари під назвою Appel à l'impartiale postérité (Звернення до неупередженого потомства). Вони складаються з трьох частин:
- Mémoires historiques («Історичні мемуари»), захист її політичних дій у 1791—1793 рр.
- Mémoires particuliers («Особисті спогади»)', в яких вона описує своє дитинство та виховання
- Mes dernières pensées («Мої останні думки»)

епілог, який вона написала, коли на початку жовтня 1793 р. вирішила покінчити з життям голодуванням.

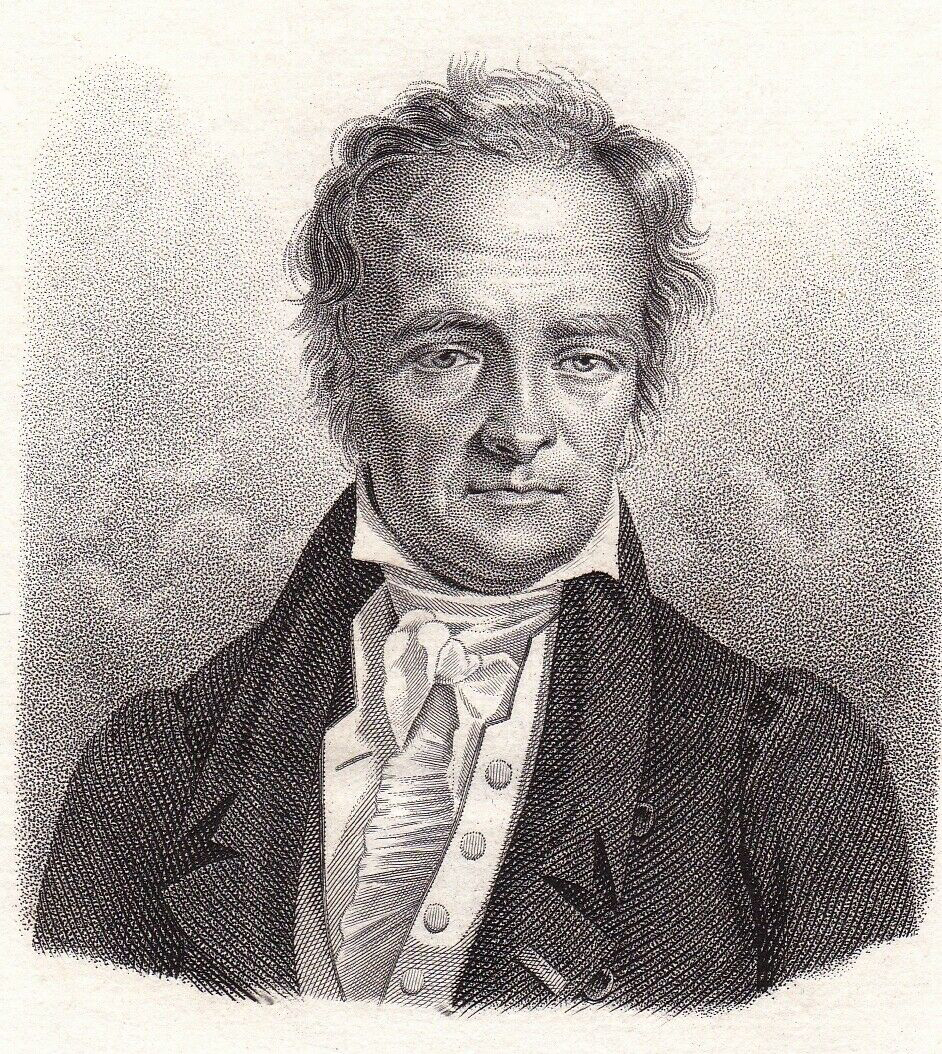
Луї-Огюстен Боск д'Антік був одним із найкращих друзів мадам Ролан. Він відповідальний за публікацію першого видання її мемуарів.

Особливо в Mémoires historiques вона докладає багато зусиль, щоб показати, що вона була «просто дружиною» і завжди поводилася так, як це вважалося належним для жінки її часу. Вона обурена тим, що якобінська преса порівнювала її з впливовими знатними жінками з ancien régime. Водночас через опис подій вона показує — свідомо чи несвідомо — наскільки великий був її вплив у середовищі жирондистів і наскільки принципово важливим був її внесок у служіння Роланда. Вона дає досить достовірний і точний звіт про події, хоча іноді пропускає речі, які показують її не в найвигіднішому світлі. Вона, звичайно, не була нейтральною у своєму описі людей, які їй не подобалися.
У Mémoires particuliers вона розповідає про своє особисте життя у незвичайній для жінки того часу формі. Вона розповідає про сексуальне насильство з боку учня її батька, свої переживання під час шлюбної ночі та проблеми з грудним вигодовуванням. У цьому вона наслідувала Руссо, який також згадує «невідповідні» особисті дані у своїх «Сповідях».
Вона довірила рукопис своїх мемуарів журналісту Люку-Антуану де Шампаньо, якого знала ще з Ліона. Коли йому також загрожував арешт, документ спалили, щоб він не потрапив до чужих рук. В останні місяці ув'язнення вона написала мемуари знову. Цей другий рукопис вивезено з в'язниці в невеликих пакетах, сховано Боском д'Антіком під час терору і зараз зберігається в Національній бібліотеці Франції в Парижі.
Мадам Роланд хотіла, щоб її слова були опубліковані після її смерті. Вона шкодувала, що не проживе достатньо довго, щоб написати повну історію Французької революції. У 1795 році, через два роки після її смерті, мемуари вперше з'явилися друком. Продали не менш як 12 000 примірників. Це перше видання відредагував Боск д'Антік; посилання на її любов до Бузо та її деїстичні ідеї були ним «очищені». У 1864 році фрагменти тексту, видалені Боском, і п'ять листів мадам Ролан до Бюзо знову віднайшли. Лише тоді стало загальновідомо, у кого була закохана мадам Ролан в останні місяці свого життя. У 1905 році вперше був опублікований повний текст без цензури.
Багато її листів до друзів, родичів і співреволюціонерів збереглися й опубліковані; вони також є багатим джерелом інформації про історичні події та людей, а також про повсякденне життя кінця 18 століття. Існує близько тисячі листів, датованих періодом 1767—1793 рр. Її головними кореспондентами були подруга дитинства Софі Канне, її чоловік і Боск д'Антик; крім того, вона також часто листувалася з Лантенасом і Банкаль д'Іссартами, жирондистами, яких вона вважала друзями.

### Історія
У 1837 році шотландський історик Томас Карлайл опублікував «Французьку революцію: історія», його тепер відоме дослідження Французької революції. Велику увагу він приділяв ролі мадам Ролан, яку називав найсміливішою з француженок. Її також високо оцінив Альфонс де Ламартін у своїй «Історії жирондистів» (1847).

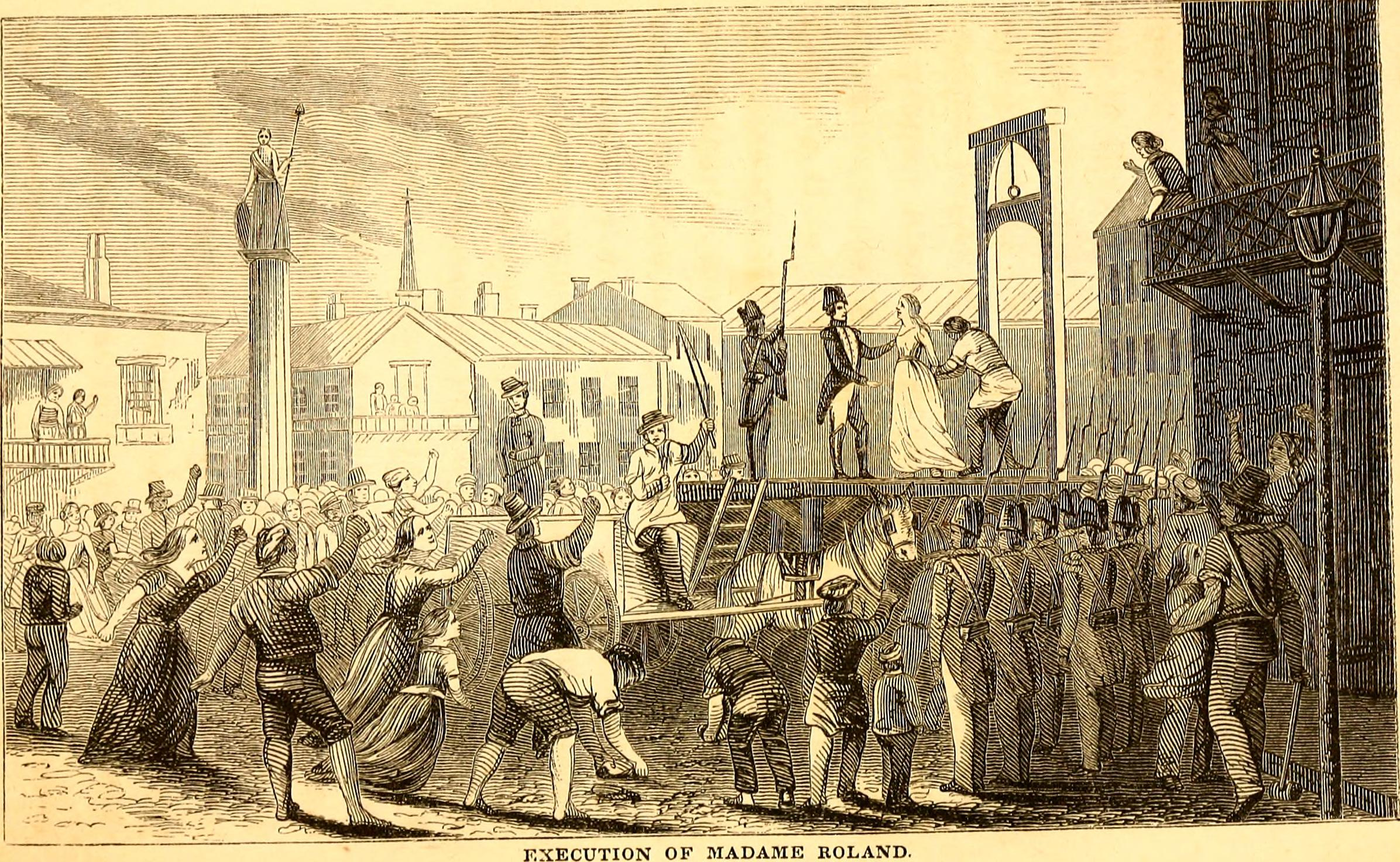
Ілюстрація з «Історії мадам Роланд», біографії 1850 р.

У другій половині XIX століття опубліковано перші біографії мадам Ролан. Вони наслідували чудовий приклад Карлейля та Ламартіна й ґрунтувалися на цензурованих версіях її мемуарів. Аж до XX століття біографи підкреслювали її розум, жіночу чарівність і високу мораль, змальовуючи її насамперед як трагічну героїню боротьби за свободу і рівність. Американська письменниця Жанетт Ітон написала відзначену нагородою біографію про мадам Роланд для дітей під назвою «Дочка Сени» (1929).

### Жіночі дослідження
Мемуари та листи мадам Ролан унікальні тим, що вони показують Французьку революцію з точки зору дуже розумної жінки, яка відіграла активну роль у серці подій. Коли наприкінці XX століття зріс інтерес до ролі жінки в історії, відбувся сплеск публікацій про життя та творчість мадам Ролан. Це допомогло побудувати більш тонкий і менш ідеалізований образ про неї. Також відбулася незначна реабілітація Жана-Марі Ролана, якого дружина традиційно представляла як людину, інтелектуально та політично карликову. Зараз визнано, що хоча він не мав харизми своєї дружини та гострого політичного таланту, він був розумним і сумлінним адміністратором.
Зокрема, увагу зосередили на контрасті між поглядами мадам Ролан на обмежену роль жінок у громадському житті та її власною активною та директивною участю в політиці. Мадам Ролан ніколи не виступала за права жінок. Вона заявила, що ще не час для відкритої участі жінок у публічних дебатах. Роль жінок полягала в тому, щоб надихати та підтримувати чоловіків за лаштунками. Лише тоді, коли всі французькі чоловіки були політично та соціально вільними, жінки також могли претендувати на своє місце в суспільному житті. Можливо, що й тут вона наслідувала свого кумира Руссо, який вважав, що жінка повинна бути переважно підтримкою та підпорядкуванням.
Водночас у своїх мемуарах вона стверджує, що обмеження, накладені суспільством на жінок, були для неї огидними, і, озираючись назад, їй було важко сприйняти, що певний час вона відігравала лише підпорядковану роль у співпраці зі своїм чоловіком. Однак вона вирішила відповідати суспільним нормам свого часу. Її погляди ближчі до поглядів Луїзи де Кераліо, ніж до революційних феміністок Етти Палм та Олімпії де Гуж.

### У мистецтві
Життя мадам Ролан надихало письменників, режисерів і композиторів:
- Каміль де Сент-Круа та Еміль Бержерат (1899). Манон Роланд. П'єса.[69]
- Фелікс Фордрейн (1913). Мадам Ролан: Лірична драма в трьох діях і п'яти сценах. Опера[70]
- Енріко Ґуаццоні (режисер) (1912). Мадам Роланд. Фільм. Мадам Роланд зіграла Джанна Терібілі-Гонсалес.[71]
- Едуар Молінаро (режисер) (1989). Манон Роланд. Фільм. Сабіна Ходепен зіграла мадам Роланд.[72]
- Гіларі Ментел. (1992) Місце більшої безпеки. Мадам Ролан — одна з героїнь цього роману.

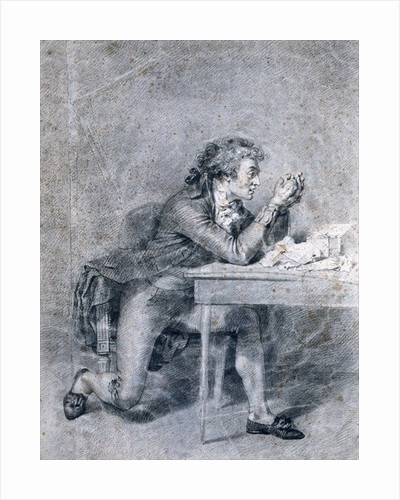
Бюзо розглядає мініатюрний портрет мадам Роланд, роботи Етьєна Шарля Легуе
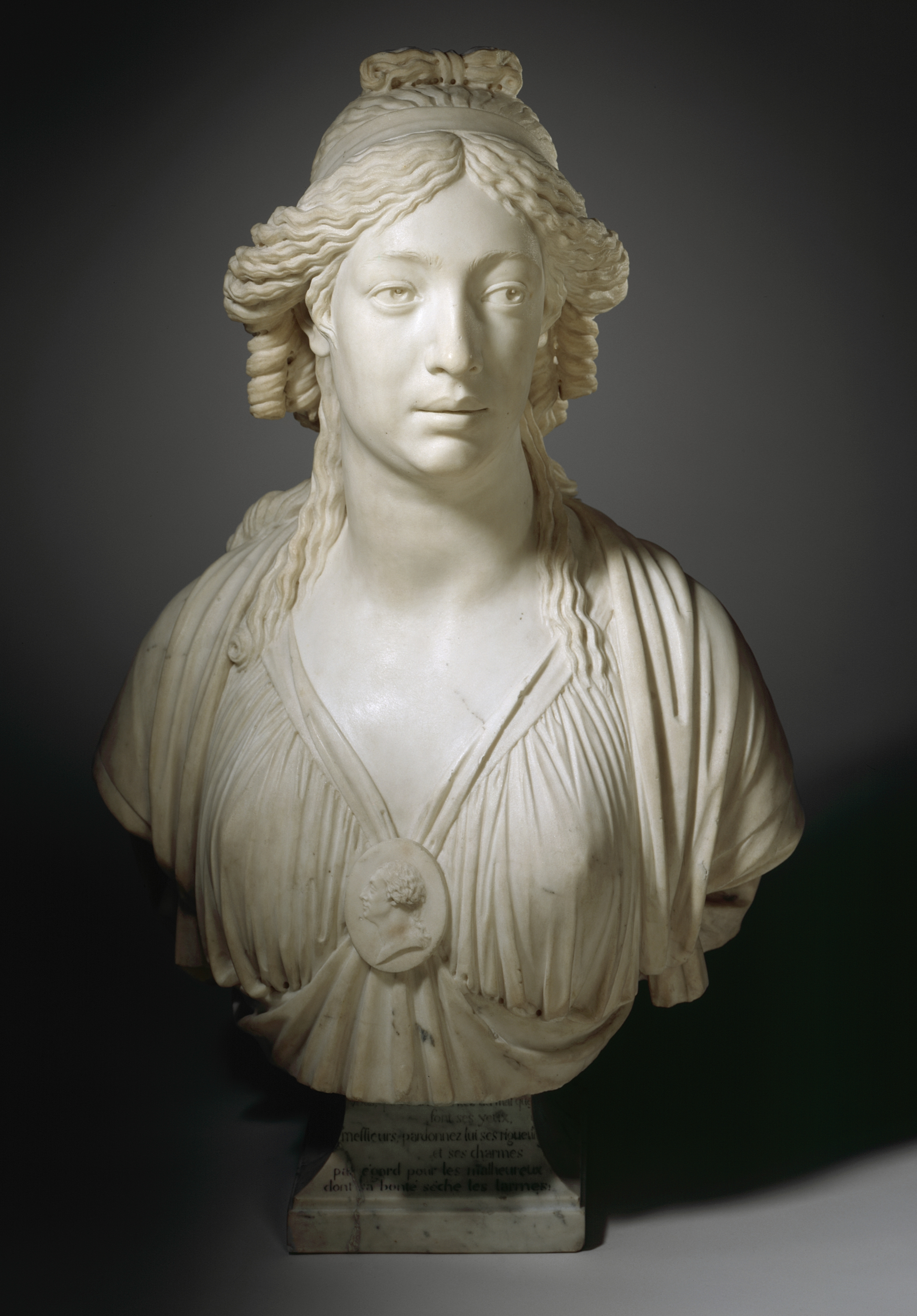
Бюст Мадам Роланд роботи Франсуа Массона (1745–1807)
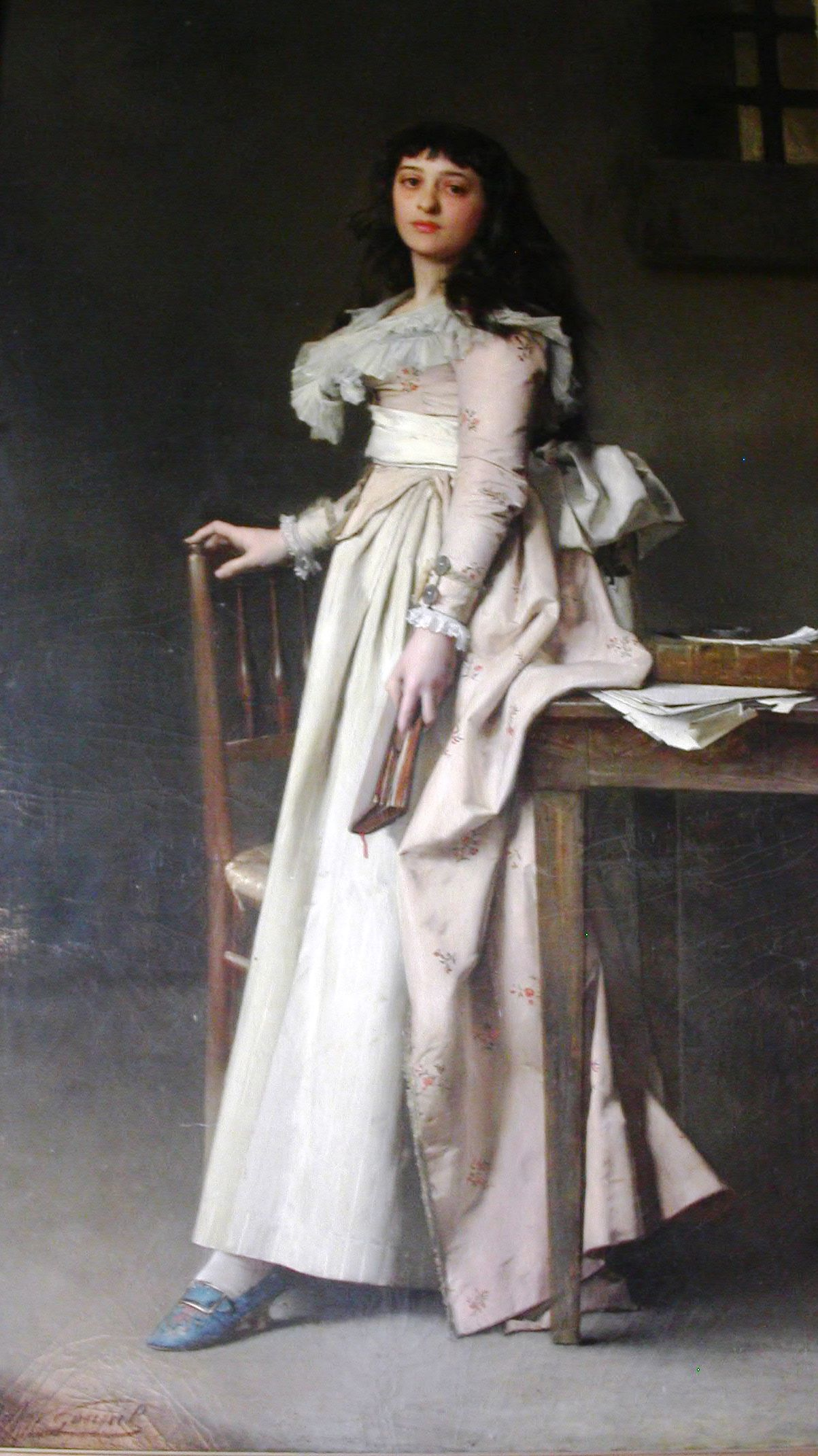
Жюль Адольф Гупіль (1839–1883) Останній день мадам Роланд. 1880
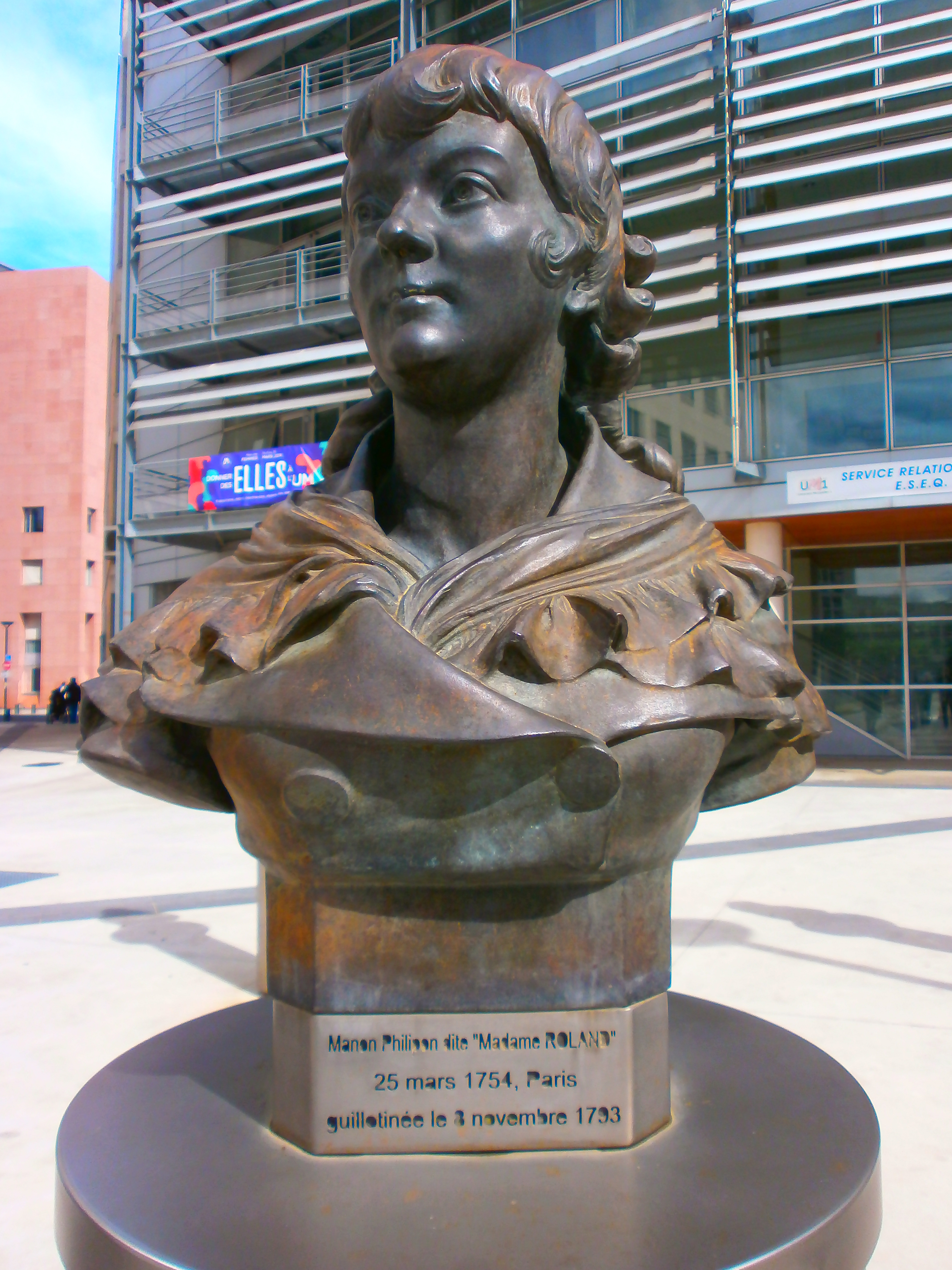
Бюст мадам Роланд у Монпельє, робота Джозефа Карльє (1849–1927)

## Публікації
- Lettres de Madame Roland: 1780—1793. (1900—1902). Part 1.Part 2
- Lettres de Madame Roland: 1767—1780. (1913—1915). Part 1.Part 2
- Mémoires de madame Roland. (1905). Part 1; Part 2 (Complete text)
- The private memoirs of Madame Roland. 1901. (English translation of edited text)